# Sarah Child
Sarah Anne Child, contessa di Westmorland (28 agosto 1764 – 9 novembre 1793), è stata una nobildonna inglese.

## Biografia
Era l'unica figlia ed erede di Robert Child, proprietario di Osterley Park.  Sposò John Fane, conte di Westmorland, il 20 maggio 1782 a Gretna Green dopo essere fuggiti insieme. I suoi genitori erano insoddisfatti dell'unione. Una seconda cerimonia di matrimonio ebbe luogo ad Apethorpe, Northamptonshire, il 7 giugno 1782. Morì di febbre al Phoenix Park, Dublino, il 9 novembre 1793.

## Matrimonio
Sposò, il 20 maggio 1782  a Gretna Green, John Fane, X conte di Westmorland. Ebbero cinque figli:
- John Fane, XI conte di Westmorland (3 febbraio 1784-16 ottobre 1859);
- Lady Sarah Sophia Fane (4 marzo 1785-26 gennaio 1867), sposò George Villiers, V conte di Jersey, ebbero sette figli[1];
- Lady Augusta Fane (1786-1871), sposò in prime nozze John Parker, I conte di Morley, ebbero un figlio, sposò in seconde nozze Arthur Paget, ebbero sette figli;
- Lady Mary Fane (1787-1834), sposò John Ponsonby, IV conte di Bessborough[2], ebbero undici figli;
- Lady Charlotte Fane (1793-1822).

Con questo matrimonio, il padre di Sarah l'ha esclusa dalla sua volontà, lasciando la sua fortuna alla figlia Sarah Anne.